# Буходле
Буходле (сомал. Buuhoodle, англ. Buhoodle или Buuhoodle, ранее — Bohotle или Bohotleh) — город на африканском полуострове Сомали. Является столицей провинции Айн автономного государства Хатумо, а также Пунтленда и непризнанного государства Сомалиленд, которые тоже претендуют на данную территорию. Поскольку город Ласъанод, формальная столица SSC (ныне — Хатумо), с 2007 года находится под контролем Сомалиленда, Буходле временно является столицей автономии. Согласно административно-территориальному делению Сомали, существовавшему до официального признания государства Хатумо автономией, Буходле являлся столицей одноимённого округа в провинции Тогдер.

## История
Буходле имеет большое историческое значение для всего Сомали. Именно оттуда берёт своё начало Государство дервишей, которое вело ожесточённую борьбу против британских колонизаторов в конце XIX — начале XX века (см. История Сула, Санаага и Айна). Саид Мохаммед Абдилле Хасан, основатель движения сопротивления и Государства дервишей, также родом из Буходле.

## География
Город расположен рядом с эфиопской границей и является перевалочным пунктом, через который идут товары из Босасо, Гарове, Ласъанода, Галькайо, Уордера и Буръо.

## Население
Большинство населения города принадлежит субклану Дулбаханте сомалийского клана Дарод, данный клан имеет большинство в Пунтленде и Сул-Санааг-Айне. В Сомалиленде, претендующем на Буходле, доминирует клан Исаак. 15 мая 2010 года во время вооружённого конфликта на севере Сомали войска Сомалиленда при поддержке Эфиопии вошли в Буходле, однако были вытеснены силами местного ополчения.

## Транспорт
В апреле 2014 года был открыт Международный аэропорт Исмаила Мире, который обеспечивает полёты между Буходле и Могадишо.